# Jan Joosten
Jan Joosten (né le 17 mai 1959 à Ekeren, Belgique) est un bibliste belge,. De 2014 à 2020, il est professeur Regius d'hébreu à l'université d'Oxford; il était auparavant professeur d'Ancien Testament à l'université de Strasbourg,.

## Carrière
Joosten termine ses études en 1981 à Bruxelles. Ses centres d'intérêt sont la Septante, les versions syriaques de la Bible, un manuscrit biblique trouvé à Qumran, et le Diatessaron. Il est pasteur depuis six ans en Belgique et est, jusqu'en juin 2020, membre de la Société de littérature biblique. Il est considéré comme l'un des plus éminents biblistes de sa génération.
En juin 2020, il est reconnu coupable de possession de pornographie enfantine et a été démis de sa chaire à Oxford,. Depuis le 3 juillet 2020, Joosten n'est plus employé par l'Université d'Oxford ni administrateur du Christ Church College, et il n'est plus affilié d'aucune manière à cette institution.
Joosten a été président de l'International Organization for Septuagint and Cognate Studies.

## Œuvres
- The Syriac Language of the Peshitta and Old Syriac Versions of Matthew. Syntactic Structure, Inner-Syriac Developments and Translation Technique, vol. 22, Leiden, Brill, coll. « Studies in Semitic Languages and Linguistics », 1996
- People and Land in the Holiness Code. An Exegetical Study of the Ideational Framework of the Law in Leviticus 17–26, vol. 67, Leiden, Brill, coll. « Supplements to Vetus Testamentum », 1996
- « Édition (avec Ph. Le Moigne) des actes du colloque Aspects de la Bible grecque », dans la Revue des Sciences Religieuses, vol. 280,‎ 1999, p. 132–228
- En collaboration avec Eberhard Bons et Stephan Kessler, Les Douze Prophètes. Osée, La Bible d'Alexandrie, vol. 23, t. 1, Paris, Cerf, 2002
- (en) « The Dura Parchment and the Diatessaron », Vigiliae Christianae, vol. 57,‎ 2003, p. 159–175.
- "En collaboration avec Philippe Le Moigne, L'apport de la Septante aux études sur l'Antiquité". Actes du colloque de Strasbourg 8 et 9 novembre 2002, Lectio Divina 203 (Paris, Cerf, 2005).